# Богинята със змиите
Богинята със змиите е общо условно наименование на 2 фаянсови статуетки от епохата на Минойската цивилизация. Съхраняват се в днешния Археологически музей в Ираклио, Гърция.
Датирани са около 1600 година пр.н.е. Открити са в ранните пластове на разкопките на Новия дворец в Кносос на остров Крит, Гърция, от английския археолог Артър Евънс.
Съществуват различни хипотези за функцията на статуетките. Ако това е божество-идол, то е единствено и уникално в минойското изкуство за късния период на цивилизацията..